# The Jackie Robinson Story
The Jackie Robinson Story è un film del 1950 diretto da Alfred E. Green ispirato alla vita del giocatore di baseball Jackie Robinson.

## Trama
Il film narra le vicende reali di Jackie Robinson, primo giocatore afroamericano a giocare nella Major League Baseball in epoca moderna, dalla sua giovinezza sino all'esordio nel 1947 e la sua successiva affermazione come sportivo nonostante le numerose difficoltà legate alla segregazione razziale. La vicenda si conclude con la narrazione della testimonianza, realmente avvenuta, del giocatore di fronte alla Commissione per le attività antiamericane.

## Produzione
Nel 1948 uno sceneggiatore di Hollywood di nome Lawrence Taylor, essendo rimasto impressionato dall'esordio di Robinson come rookie nella MLB, decise di scrivere un film su di lui. Dopo aver terminato il copione presentò il suo progetto ad alcuni dei principali studi cinematografici ma questi si dimostrarono interessati solo a patto di modificare radicalmente il soggetto del film introducendo come protagonista un uomo bianco che avrebbe svolto il ruolo di maestro di Jackie.
L'anno successivo, durante il quale Robinson vinse il premio come miglior giocatore del campionato, l'interesse per la realizzazione di un film sulla sua vita crebbe maggiormente e Taylor trovò un produttore disposto ad assecondarlo. William Joseph Heineman degli Eagle-Lion Studios riuscì ad ottenere un finanziamento totale di 300.000 dollari per il film, cifra non molto elevata ma sufficiente per girare la pellicola. Il produttore spinse affinché il film fosse girato velocemente per permetterne l'uscita in concomitanza con la nuova stagione del campionato di baseball.
Quando tutto sembrava essere pronto per l'inizio delle riprese intervenne Branch Rickey, general manager dei Brooklyn Dodgers, che dopo aver letto la sceneggiatura del film bloccò la produzione. Rickey non era soddisfatto di come veniva raccontata la storia di Jackie, in cui lui aveva una parte principale, così incaricò Arthur Mann, un suo stretto collaboratore, di revisionare la sceneggiatura.

### Cast
Il ruolo del protagonista è interpretato dallo stesso Robinson che non avendo mai recitato in precedenza venne seguito per tutto il tempo da Ross Hunter, il curatore dei dialoghi. Jackie ricevette 50.000 dollari come compenso per la sua partecipazione, oltre ad una percentuale sugli incassi del film, tuttavia una parte dei suoi guadagni furono divisi, come da contratto, con gli sceneggiatori. Egli insistette con il regista e la produzione affinché alcuni suoi amici conosciuti ai tempi della UCLA ottenessero dei ruoli, tra di essi vi fu Kenny Washington, giocatore di football che era stato suo compagno di squadra negli UCLA Bruins.
Il ruolo femminile principale è quello di Rachel, moglie di Jackie, interpretato da Ruby Dee. L'attrice in seguito rivelò di aver percepito in Jackie molto imbarazzo durante le scene romantiche dovuto anche al fatto che la vera Rachel era presente sul set per sostenere il marito. Parlando del ruolo interpretato la Dee si rammaricò del fatto che gli sceneggiatori avessero ritratto Rachel come una donna troppo remissiva nei confronti del marito quando in realtà, avendola conosciuta direttamente sul set, era una donna forte e decisa.
La parte di Branch Rickey fu affidata a Minor Watson, un celebre caratterista con alle spalle numerosi ruoli in produzioni di Hollywood. Durante le fasi di scrittura del film Arthur Mann, sceneggiatore e collaboratore di Rickey, aveva accarezzato il sogno di interpretare lui stesso la parte ma un deciso intervento del general manager pose fine a questa sua ambizione.

### Riprese
Le riprese iniziarono tra la fine di gennaio e l'inizio di febbraio del 1950 e durarono circa un mese, il film venne girato interamente in California, tra Anaheim e Los Angeles.
Gli stretti tempi di lavorazione furono legati all'inizio della stagione sportiva poiché Robinson doveva tornare ad allenarsi con i compagni per completare la preparazione e il film doveva uscire entro la primavera per sfruttare appunto l'effetto traino dell'apertura del campionato di baseball.
Nel 2005 la 20th Century Fox in collaborazione con la Legend Films ha pubblicato una versione ricolorata della pellicola originariamente girata in bianco e nero.

## Distribuzione

### Data di uscita
La prima proiezione del film - distribuito dalla Eagle-Lion Films - avvenne il 16 maggio 1950 a New York.
Il film uscì sul mercato dell'home video numerose volte: in VHS nel 1992 (Xenon Entertainment Group), nel 1994 (Timeless Video), nel 1997 (Entertainment Programs Inc. e Hollywood Classics) e nel 2004 (Reel Media International); in DVD nel 2001 (E-Realbiz.com), nel 2001 (MGM Home Entertainment (Europe) in UK e MGM/UA Home Entertainment negli USA), nel 2004 (Alpha Video Distributors e Urban, insieme al film Bozambo, il gigante nero), nel 2005 (20th Century Fox Home Entertainment e Hosh Posh Video).

## Accoglienza

### Incassi
Il film non ottenne grandi incassi al botteghino ma considerando che era stato prodotto con un budget limitato il risultato venne giudicato comunque buono. Il riscontro maggiore lo ottenne nella città di New York, dove Jackie era molto popolare in quanto giocatore della squadra di Brooklyn, e nei piccoli centri di periferia dove le persone avevano appreso delle gesta del giocatore dai giornali ma non avevano mai avuto la possibilità di vederlo in azione.

### Critica
Una parte della critica fu estremamente benevola col film soprattutto per il fatto che nonostante trattasse di un tema capace di suscitare grande divisione come l'integrazione razziale questo veniva presentato allo spettatore in maniera filtrata con svariati riferimenti ai sentimenti patriottici americani, non a caso alcuni dei momenti salienti sono accompagnati dal sottofondo musicale di America the Beautiful una delle più celebri canzoni patriottiche degli Stati Uniti. Viceversa il film è stato accusato di edulcorare gli aspetti peggiori della segregazione razziale omettendo alcuni episodi della vita di Robinson come ad esempio il procedimento subito durante il servizio militare o la sua militanza in una squadra della Negro League.
Alcuni studiosi hanno definito The Jackie Robinson Story un film di propaganda nell'ambito della Guerra Fredda, secondo questa interpretazione il film aveva un duplice scopo: serviva a mostrare al di fuori degli Stati Uniti che la società americana non era come veniva dipinta dalla propaganda anti-americana (soprattutto di matrice sovietica) e che anche le persone di colore potevano elevarsi socialmente e realizzare il sogno americano. Allo stesso modo aveva una funzione educativa per gli spettatori americani: la trama del film è paragonata a quella delle novelle di Horatio Alger, dove i personaggi si elevano dalla miseria e aumentano il loro prestigio sociale, e vengono sottolineati tutti gli elementi conservatori che emergono dal film in cui il protagonista, pur svolgendo un ruolo di motore del progresso nell'ambito dei diritti civili, non si pone mai all'esterno del sistema o in conflitto con esso ma bensì si fa forza di quei valori che vengono considerati realmente americani per ottenere un miglioramento della sua vita.
In questa particolare chiave di lettura pesa molto l'influenza di Branch Rickey, che infatti aveva fatto riscrivere la sceneggiatura del film; egli era un convinto sostenitore dell'integrazione razziale ma allo stesso tempo era fortemente anticomunista e temeva che l'ampliamento dei diritti civili, sebbene assolutamente necessario, potesse diventare il mezzo attraverso cui le forze da lui considerate eversive attaccassero il sistema dei valori tradizionali americani, riteneva invece che il miglioramento sociale dovesse avvenire sotto la stretta guida di personalità conservatrici come lui che riconoscevano l'ideale di pari opportunità per tutti come parte integrante dell'ideologia fondante degli Stati Uniti. Da questo punto di vista il film può quindi essere considerato come una rappresentazione abbastanza ingenua e stereotipata della questione razziale utile ad ottenere il consenso e alimentare il sentimento di amore patriottico della classe bianca dominante in chiave anticomunista, elemento che emerge chiaramente nella sequenza della testimonianza di Jackie davanti alla Commissione per le attività antiamericane. Il rapporto Robinson-Rickey è centrale nell'analisi del film ed è proprio questo il nucleo attorno al quale si concentrano le maggiori critiche verso l'opera: nella storia il rapporto tra il giocatore e il dirigente è di subordinazione, Jackie viene rappresentato come rispettoso e sottomesso alle figure autoritarie che sono sempre uomini bianchi, l'intera vicenda ruota attorno a bianchi che determinano la vita del protagonista nero, sia in positivo che in negativo, ne risulta quindi un rapporto paternalistico per cui il protagonista ne emerge come una figura debole che per realizzarsi ha comunque bisogno dell'intervento dell'autorità e della sua protezione.
Anche l'esordio come attore di Robinson ricevette commenti contrastanti da parte dei critici cinematografici: molti lo elogiarono, come ad esempio la giornalista Louella Parsons che scrisse: «Surprisingly, Jackie Robinson is just perfect playing himself. He has dignity and sympathy without ever being maudlin» («Sorprendentemente, Jackie Robinson è perfetto nel ruolo di sé stesso. Ha dignità e simpatia senza essere mai sdolcinato»), altri invece descrissero il suo stile recitativo come innaturale e legnoso.
Molti anni dopo l'uscita del film lo stesso Robinson si dichiarò insoddisfatto dell'opera in quanto girata troppo in fretta e con un budget troppo basso, affermando anche che se il film fosse uscito più avanti nel corso della sua carriera sarebbe stato realizzato sicuramente meglio.